# Ivar Tengbom
Ivar Tengbom (født 7. april 1878 på Nynäs gård i Vireda landsogn, død 6. august 1968 i Stockholm) var en svensk arkitekt og embedsmand, hvis mest kendte værker er Stockholm Koncerthus og kontorbygningen Tändstickspalatset.

## Liv og karriere
Ivar Tengbom dimitterede fra gymnasiet på Katedralskolan i Skara og studerede derefter på Chalmers tekniska högskola i Göteborg og på Kungliga Akademien för de fria konsterna i Stockholm, som han forlod i 1901 med en kongelig medalje. Herefter fulgte studierejser til Danmark i 1903 og til Frankrig i 1905-06.

### Tengbom Arkitekter
I 1906 åbnede Tengbom arkitektkontoret Tengbom Arkitekter, efter cirka ti år havde kontoret 25 ansatte. Sønnen Anders Tengbom (1911-2009) og dennes sønner indretningsarkitekt Jonas Tengbom og arkitekt Svante Tengbom har ligeledes arbejdet for Tengbom Arkitekter og videreført Ivar Tengboms arv. I 2006 fyldte Tengbom Arkitekter hundrede år og er dermed en af verdens ældste fortsat aktive arkitektvirksomheder.

### Starten af 1900-tallet - nationalromantik
Sammen med kompagnonen Ernst Torulf deltog Ivar Tengbom i årene 1903-1912 i en række konkurrencer, der grundet duoen førte til et arkitektonisk gennembrud for nationalromantikken, eksempelvis Engelbrektskirken (1906), hvor de blev nummer to, og endnu mere succesfuldt Borås Rådhus (1907) samt Högalidskirken (1911) hvor de sejrede.
Af hans tidlige villabyggerier i nationalromantisk stil kan nævnes Villa Backen i Lidingö, som han tegnede i 1910 for parret August og Célie Brunius. I 1915 indviede man bankbygningen Stockholms Enskilda Bank ved Kungsträdgården i det centrale Stockholm (se også Kungsträdgårdsgatan 8) samtidig med bygningen for Stockholms Enskilda Bankbygning på Hornsgatan. I denne periode skabte han også to højklassevillaer i Diplomatstaden i Stockholm. Spenshults Sanatorium i Halland blev indviet i 1913, og i 1917 blev Bolltorps Sanatorium opført uden for Alingsås, som han tegnede på vegne af Älvsborg länsråd. Tengbom var desuden professor ved Kungliga Konsthögskolan fra 1915–1920.

### 1920'erne - nyklassicisme
I 1920 kom Ivar Tengboms store gennembrud, da han vandt konkurrencen om Stockholm Koncerthus. Koncertsalen, der blev opført i 1924-26, var en total manifestation af den nyklassicistiske arkitektur i Sverige på dette tidspunkt, internationalt kendt og anerkendt som Swedish grace. I de følgende år var Tengbom en hyppigt anvendt arkitekt, bl.a. tegnede han flere bygninger for Stockholms Enskilda Bank (1915), Handelshögskolan i Stockholm (1925) på Sveavägen 65 og Tändstickspalatset (1928) på Kungsträdgården for finansmanden Ivar Kreuger.
I perioden 1924–1936 var Tengbom generaldirektør for Byggnadsstyrelsen.

### 1930'erne - funktionalisme
I begyndelsen af 1930'erne var han dog ligesom sin kollega Gunnar Asplund, drejet over i en stram funktionalistisk stil, hvilket udmundede i bygninger som Esselte-huset (1928-34) på Vasagatan, Citypalatset (1930-32) på Norrmalmstorg, Himmelfärdskirken i Höganäs, og to af Tobaksmonopolets byggerier fra henholdsvis 1930-32 og 1933-1938 på Maria Bangata. En vigtig samarbejdspartner på dette tidspunkt var den radikale funktionalist Nils Ahrbom.

### 1940'erne
Ivar Tengboms arbejde omfatter også Värmekirken i Norrköping samt én af bygningerne i Kåkenhus-kvarteret i Norrköpings industribydel. Han har ligeledes designet vandtårnet, der står i Tornparken i Sundbyberg. Et af hans sidste hovedværker var Bonnierhuset i Stockholm som han udførte i 1946 sammen med sønnen Anders Tengbom, efter førstepræmien i arkitektkonkurrencen i 1937. I 1947-49 gennemførte Ivar Tengbom en større ombygning af Skara Domkirke, hvor et gennemgående tema var, at interiørdetaljer fra forskellige epoker skulle supplere og interagere med hinanden i kirkerummet. Dette var en skarp kontrast til den tidligere historiebundne tradition, bl.a. repræsenteret af Helgo Zettervall.

## Æresbevisninger
- Medlem af Ingenjörsvetenskapsakademien fra 1925
- Teknologi-æresdoktor ved Chalmers tekniska högskola 1957[9].

## Familie
Ivar Tengbom var gift fra 1905-1927 med Hjördis Nordin-Tengbom, og i dette ægteskab blev sønnen Anders Tengbom og datteren prins Ann Mari von Bismarck født. I 1931 giftede Tengbom sig igen, denne gang med grevinde Madeleine Douglas (1886–1983). Også hans børnebørn, Jonas og Svante Tengbom blev arkitekter og sidstnævnte fortsatte med at drive hans arkitektfirma videre. Ivar Tengbom blev bisat i Högalidskirken og hans kremerede aske blev indsat i en søjle i kirkerummets sydlige arkade.

## Billeder af udvalgte værker
I kronologisk rækkefølge.
- Katrineholms gamle vandtårn (1906)
- Eric von Rosens jagtstue (1909)
- Sachsska barnsjukhuset (1911)
- Kungsträdgårdsgatan 8 (1912-1915)

- De Tillbergske villaer (1918-1919) på Laboratoriegatan 10
- Handelshögskolan i Stockholm (1925) på Sveavägen 65
- Stockholm Koncerthus (1924-1926) på Hötorget 14
- Tändstickspalatset (1926-1928) på Västra Trädgårdsgatan 15

- Citypalatset (1930-1932) på Norrmalmstorg 1-3
- Esselte-huset (1928-1934) på Vasagatan 14-18
- Tobaksmonopolets fabrik (1933-1939) på hjørnet af Maria Bangata/Maria Skolgata
- Bonnierhuset (1949) på Torsgatan 21